# Kibri

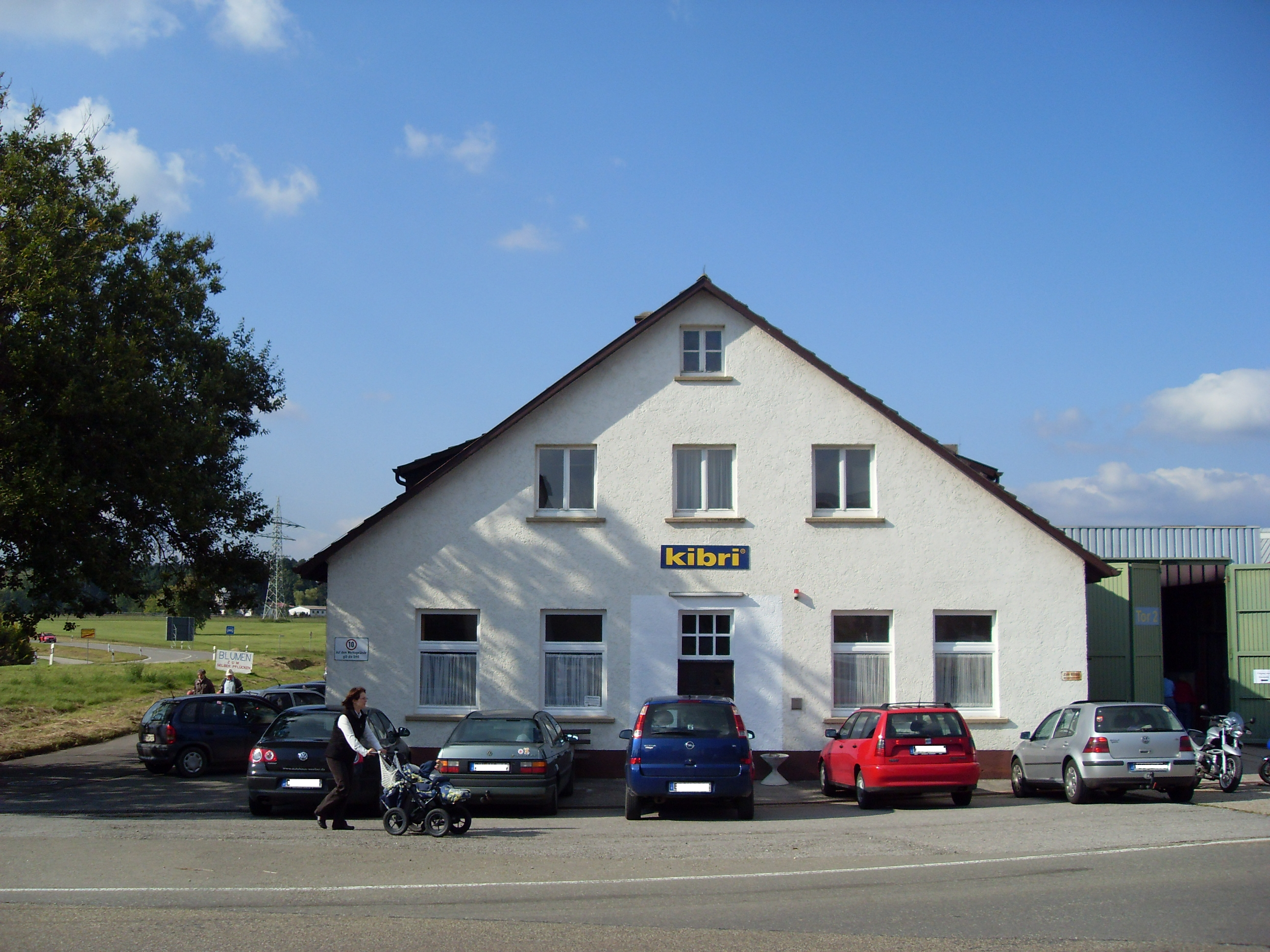
Ehemaliges Verwaltungsgebäude in Schopfloch

Die Kindler & Briel GmbH (Kibri) war einer der ältesten Hersteller von Spielwaren und später Modellbauartikeln in Württemberg. Der Unternehmenssitz befand sich von 1895 bis 2007 in Böblingen und von 2007 bis 2010 in Schopfloch.
Im Juli 2010 meldete das Unternehmen Insolvenz an. Das Unternehmen Viessmann Modelltechnik GmbH aus dem hessischen Hatzfeld übernahm danach die Rechte am Markennamen Kibri und führt die Marke seither fort.

## Geschichte

### 1895 bis 1945
Die Firma wurde 1895 in Böblingen unter dem damaligen Namen Kindler und Briel von Wilhelm Kindler sen. (1864–1916) und Adolf Briel gegründet und stellte ursprünglich nur Metallspielzeug her. Artikel aus anderen Materialien stammten in der Regel von Zulieferern. Produziert wurden zahlreiche Spielwaren, vornehmlich aus Blech, unter anderem für Puppenstuben und Kaufmannsläden sowie Zubehör für Modelleisenbahnen. Der erste Standort des Unternehmens befand sich bis zum Großbrand 1973 in der Böblinger Karlstraße 19.
Nach dem Tod des Gründers Wilhelm Kindler sen. im Jahre 1916 übernahm sein Sohn Wilhelm Kindler jun. (1888–1941) die Geschäftsführung. Nach dem Tod von Wilhelm Kindler jun. ging die Geschäftsführung wiederum an seinen Bruder, Paul Kindler (23.11.1896 – 03.02.1961), sowie den Schwiegersohn von Wilhelm Kindler jun.,  Rudolf Gussmann (14.08.1911–10.07.2002) über.
Bei Sammlern alter Modelleisenbahnen besonders geschätzt sind die zwar relativ einfach aus Blech konstruierten, aber durch geschickte Formen- und Farbwahl sehr wirkungsvollen Bahnhöfe, Stellwerke, Bahnübergänge und andere Zubehöre für die Modellbahnen der Spuren 1, 0 und 00 der Jahre 1930 bis 1940 und 1949 bis 1955. Neben den Blecherzeugnissen gab es auch ein Brücken- und Rampen-Bausystem aus Holz sowie kleine Tunnel mit bemalten Holzportalen, einer Papphülle und einem Auftrag aus einem Gips-Leim-Gemisch (in den Kibri-Katalogen seinerzeit als Plastik bezeichnet). Kibri lieferte die Blech-Gebäude und Holz-Tunnel vor dem Krieg mit kleinen Abweichungen, insbesondere in der Farbgebung, auch für das Trix Express-Sortiment. In den Kriegsjahren wurden Bahnhöfe für die großen Spuren gefertigt, bei denen aufgrund der Materialengpässe Blechteile durch Holz ersetzt werden mussten.

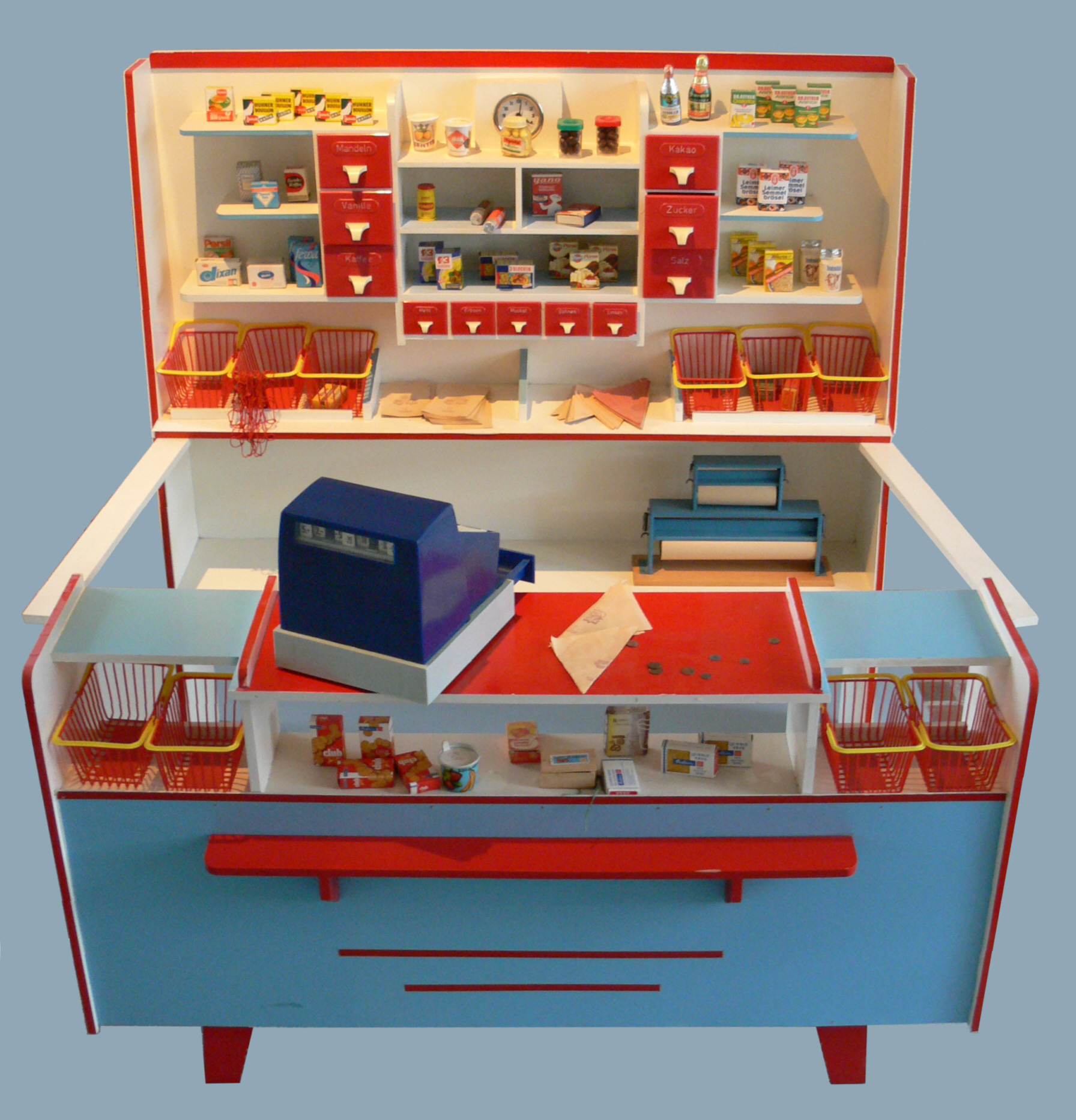
Kaufmannsladen um 1960

### Nachkriegszeit
Nach dem Zweiten Weltkrieg produzierte Kibri ab 1948/49 weiter. Es existieren Kibri-Gebäude, die offensichtlich kurz nach dem Krieg aus Dosenblech produziert wurden und die charakteristische Dosendeckelprägung aufweisen. Die Nachkriegsgebäude waren zunächst mit dem Stempel „Kibri – made in US-Zone Germany“ markiert. Ab ca. 1952 wurde der Stempel „Kibri – Made in West Germany“ verwendet. Es ist auffällig, dass viele alte Gebäude aus dieser Zeit heute über Online-Auktionen in den USA gefunden werden. Dies ist darauf zurückzuführen, dass die damals hier in Deutschland stationierten amerikanischen Soldaten Kibri-Produkte kauften und bei der Heimkehr in die USA mitnahmen. In den Jahren 1954, 1955 und 1956 gab es Kibri-Kataloge in englischer Sprache, teilweise sogar mit Preisangaben in US-Dollar. In den Jahren 1950 bis 1953 lieferte Kibri neu konstruierte Blechgebäude für das Spur-0-Sortiment der Firma Fleischmann.
Ab Mitte der 1950er Jahre wurde die Metallbearbeitung langsam durch die Kunststoff-Spritzgusstechnik ersetzt. Wie bei den anderen Herstellern kam dabei Polystyrol zum Einsatz. Kibri wurde neben Faller und Vollmer zu einem der bedeutendsten Hersteller von Modellbahnzubehör. Eines der bekanntesten Kunststoff-Modelle der Firma Kibri war ab 1959 das Tanklager – aus Kibri-Teilen zusammengesetzt. Das komplette Tanklager bestand aus fünf einzelnen Bausätzen, die bis 1972 auch als Fertigmodelle angeboten wurden. Im Laufe der Zeit kamen zahlreiche weitere Modelle zumeist nach konkreten Vorbildern in Deutschland, aber auch anderen Ländern, in den Spurweiten H0, N und Z, auf den Markt.
Im Oktober 1973 stoppte ein Brandanschlag auf die Böblinger Fabrik die Produktion; doch 1975 wurde in Böblingen-Hulb ein Neubau errichtet. Da in Schopfloch bei Freudenstadt ein Zweigwerk vorhanden war, konnte die Produktion aufrechterhalten werden. Das Kibri-Firmenarchiv wurde bei dem vorgenannten Brandanschlag zerstört. Daher ist man heute auf alte Kataloge und Sammlungen angewiesen, um die Geschichte des Unternehmens und deren Produkte nachzuzeichnen. Zum 100-jährigen Jubiläum im Jahre 1995 hat Kibri eine Festschrift herausgegeben, die einen Überblick vermittelt. Außerdem hat Kibri einen Nachdruck des Kataloges 1937 fertigen lassen, in dem das gesamte damalige Sortiment abgebildet ist.
Anders als die meisten Wettbewerber bot Kibri neben Gebäuden und Landschaftsbau-Elementen auch ein umfangreiches Sortiment an Bausatz-Modellen für Straßen- und Schienenfahrzeuge wie LKW, Baumaschinen, Kränen, Gleisbaufahrzeugen und weiteren Nutzfahrzeugen für die Spurweiten H0, N und Z an. Im Jahr 1976 erschienen erstmals Baumaschinenmodelle im Maßstab 1:87, die unter dem Slogan „Kibri hat die Besonderen“ jahrelang beworben wurden. Für Aufsehen sorgte Kibri Ende der 1980er bzw. Anfang der 1990er Jahre mit seinen Großkranmodellen; unter anderem gab es ab 1990 ein Modell des Gottwald AMK 1000, welcher seinerzeit der leistungsstärkste Autokran der Welt war.

### Krise
Im Jahre 2005 wollte der bisherige Geschäftsführer, Klaus Sick, mit 60 Jahren in Rente gehen. Da aber seine Nachfolge nicht geklärt war und auch die Gesellschafter untereinander sich über das weitere Vorgehen nicht einig waren (es gab mehrere Gesellschafter mit unterschiedlicher Interessenlage), kürzten die Banken die Kreditlinien. Infolgedessen geriet Kibri in finanzielle Schwierigkeiten. Um das Unternehmen zumindest noch 2006 am Leben zu erhalten, entschied sich Klaus Sick, für ein weiteres Jahr Geschäftsführer zu bleiben; am Jahresende 2006 ging er aber endgültig in den Ruhestand und zum Jahresbeginn 2007 wurde ein neuer Geschäftsführer bestellt.

### Übernahme durch die Firma RiRe
Am 4. September 2007 wurde die Übernahme von Kibri durch die Wuppertaler Firma RiRe Maschinen GmbH bekannt gegeben. Alle 50 Kibri-Mitarbeiter sollten übernommen werden. Die Verwaltung wurde im Dezember 2007 von Böblingen nach Schopfloch bei Freudenstadt verlagert, wo sich bis dahin ein Zweigbetrieb befunden hatte. Die Werksanlagen in Böblingen wurden verkauft. Franz Josef Roos, Geschäftsführer von RiRe Maschinen, wurde zum weiteren Geschäftsführer von Kibri bestellt. Mit dem Umzug nach Schopfloch ging die 112 Jahre lange Ära von Kibri in Böblingen zu Ende. Durch die neue Geschäftsführung wurden verschiedene Maßnahmen ergriffen, um den Absatz zu steigern (Online-Verkauf, Werksverkauf).

### Übernahme durch Viessmann Modelltechnik GmbH
Ab November 2009 wurden die Kibri-Modelle in einem ungarischen Partnerbetrieb der Viessmann Modelltechnik GmbH produziert. Anfang Februar 2010 erfolgte die vollständige Übernahme der Spritzgusswerkzeuge durch Viessmann und die Verlagerung der Produktion nach Ungarn und Rumänien. Den Mitarbeitern am Standort Schopfloch war zuvor bereits gekündigt worden. Am 20. Juli 2010 ging die Kibri GmbH in die Insolvenz. 2011 wurde die Kibri GmbH im Handelsregister gelöscht.

## Sortiment
Das Sortiment umfasste Polystyrol-Bausätze für Gebäude und Modelleisenbahnzubehör in den Maßstäben H0, N und Z sowie Modelle von Straßen- und Schienenfahrzeugen im Maßstab H0, N und Z.

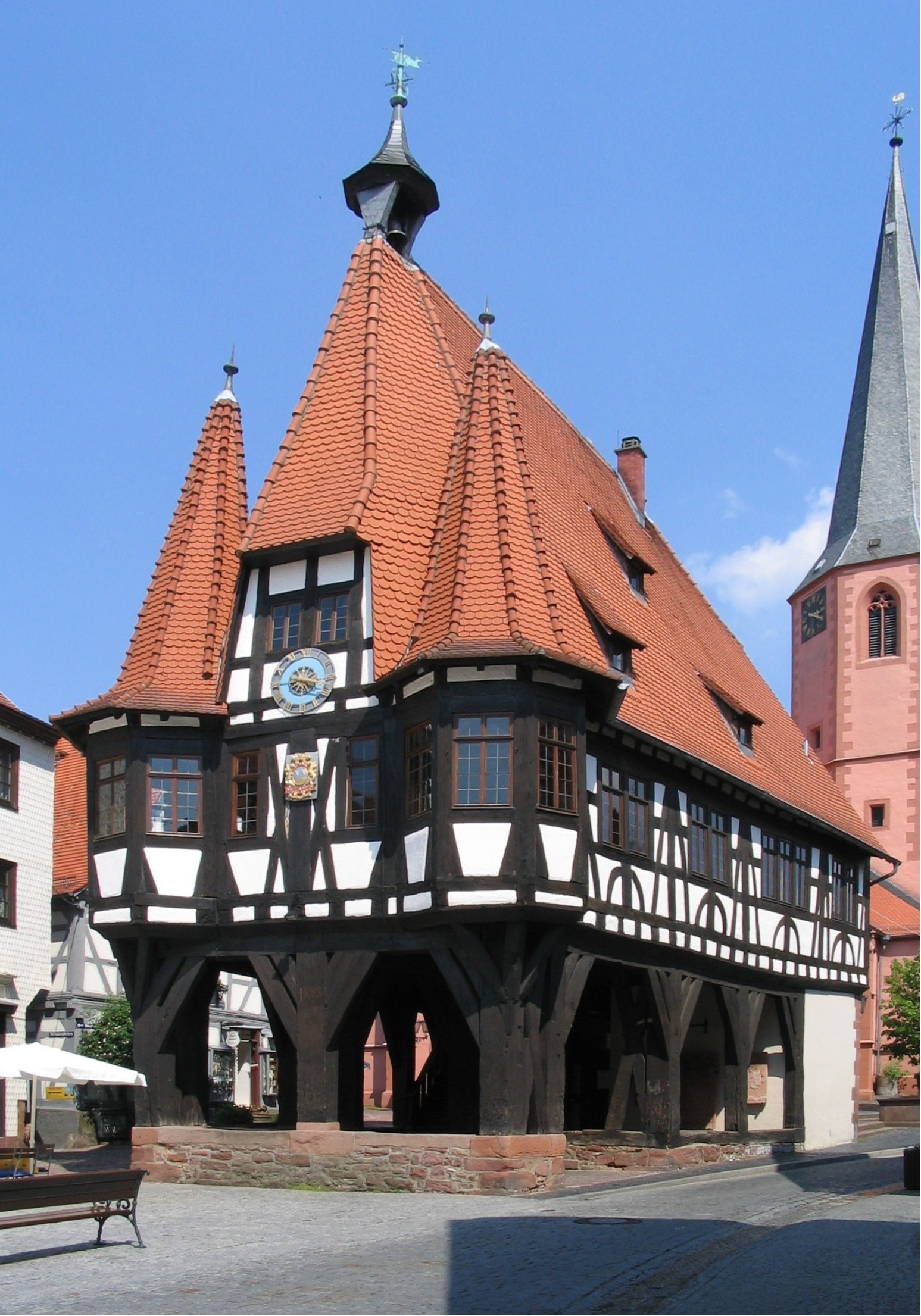
Das Rathaus Michelstadt im Original

### Bekannte Gebäude
Die von Kibri produzierten Gebäude haben oft reale Vorbilder. Bekannte Gebäude, die bei Kibri im Modell erschienen sind, sind zum Beispiel:
- Bonn Hauptbahnhof
- Bahnhof Reichelsheim (Wetterau)
- Bahnhof Calw
- Bahnhof Feldafing
- Bahnhof Kehl
- Rathaus Alsfeld
- Rathaus Michelstadt
- Rathaus Leer (Ostfriesland)
- Burg Falkenstein
(Kärnten)
- Kirche St. Sebastian, Ramsau
- Leuchtturm Westerheversand
- Kirche St. Jakobus (Jakobwüllesheim)
- Oberhofenkirche (Göppingen)